# 태풍 더그
태풍 더그 (Typhoon Doug)는 1994년에 북서태평양에서 발생한 제13호 태풍이다. 5등급의 슈퍼 태풍(SSHS)이다.

## 같이 보기
- 대한항공 2033편 활주로 이탈 사고